# 홍우진
홍우진(1980년 10월 19일 ~ )은 대한민국의 배우이다.

## 학력
- 한국예술종합학교 연극원 연기과 학사

## 출연 작품

### 연극
- 《상자 속 한여름밤의 꿈》-경인미술관 (2001년 4월 21일 ~ 2001년 4월 23일)
- 《<쉬어 매드니스> 조동욱 형사 역 》-JTN 아트홀 2관 (2006년 11월 3일 ~ 2007년 10월 31일)
- 《봄 작가, 겨울 무대 - 그 다음 역 : 달리는 자들》-아르코예술극장 소극장 (2008년 12월 4일 ~ 2008년 12월 7일)
- 《<하이라이프> 빌리 역 》-대학로 정보소극장 (2008년 7월 17일 ~ 2008년 9월 7일)
- 《레슬링 시즌》
- 《<모범생들> 서민영 역 》-아르코예술극장 소극장 (2009년 2월 4일 ~ 2009년 2월 15일)
- 《<모범생들> 서민영 역 》-동양예술극장 3관 (2009년 4월 1일 ~ 2009년 4월 26일)
- 《<모범생들> 서민영 역 》-대학로 익스트림씨어터 2관 (2009년 5월 27일 ~ 2009년 7월 26일)
- 《<신진연출가 기획전2 - 우릴봤을까?> 민기 역 》-남산예술센터 (2010년 5월 7일 ~ 2010년 5월 16일)
- 《<이번 생은 감당하기 힘들어> 김진일 역 》-대학로 정보소극장 (2010년 9월 23일 ~ 2010년 10월 10일)
- 《<젊은공연예술축제 2010 - 이번 생은 감당하기 힘들어> 김진일 역 》-부산 공간소극장 (2010년 10월 20일 ~ 2010년 10월 31일)
- 《<봄작가 겨울무대 - 첫번째 그룹> 》-아르코예술극장 소극장 (2010년 12월 6일 ~ 2010년 12월 9일)
- 《<ASAC우수소극장연극시리즈3 - 모범생들> 서민영 역 》-안산문화예술의전당 별무리극장 (2011년 2월 11일 ~ 2011년 2월 12일)
- 《<아직 끝나지 않았다> 조폭 외 역 》-대학로예술극장 소극장 (2011년 4월 13일 ~ 2011년 4월 18일)
- 《<인터내셔널리스트> 》-연극실험실 혜화동 1번지 (2011년 5월 4일 ~ 2011년 5월 15일)
- 《<모범생들> 서민영 역 》-아트원씨어터 3관 (2012년 2월 3일 ~ 2012년 7월 22일)
- 《<너와 함께라면> 남자친구의 아들 역 》-대학로 소리 아트홀 1관 (2012년 7월 6일 ~ 2013년 3월 13일)
- 《<나쁜 자석> 폴 역 》-아트원씨어터 1관 (2010년 11월 7일 ~ 2010년 1월 27일)
- 《<트루웨스트> 오스틴 역 》-CJ 아지트 대학로 (구 SM아트홀) (2013년 2월 21일 ~ 2013년 5월 5일)
- 《<너와 함께라면> 남자친구의 아들 역 》-GS칼텍스 여울마루 (2013년 4월 20일)
- 《<나와 할아버지> 준희 역 》-대학로 정보소극장 (2013년 7월 11일 ~ 2013년 8월 4일)
- 《<퍼즐> 사이먼 역 》-해피씨어터 (2013년 9월 7일 ~ 2013년 11월 17일)
- 《<올모스트 메인> RANDY 역 》-JTN 아트홀 4관 (2013년 11월 11일 ~ 2014년 1월 19일)
- 《<필로우맨> 마이클 역 》-충무아트센터 중극장 블랙 (2013년 11월 20일 ~ 2013년 12월 15일)
- 《<나와 할아버지> 준희 역 》-아트원씨어터 3관 (2014년 2월 7일 ~ 2014년 4월 20일)
- 《<유도소년> 경찬 역 》-아트원씨어터 3관 (2014년 4월 26일 ~ 2014년 7월 13일)
- 《<우리 노래방 가서 얘기 좀 할까> 노래방 주인 역 》-동숭아트센터 소극장 (2014년 8월 9일 ~ 2014년 10월 19일)
- 《<유럽 블로그> 석호 역 》-대학로 티오엠 1관 (2014년 10월 21일 ~ 2015년 3월 1일)
- 《<우리 노래방 가서 얘기 좀 할까 - 수원> 노래방 주인 역 》-경기도문화의전당 소극장 (2014년 12월 24일 ~ 2014년 12월 25일)
- 《<유도소년> 경찬 역 》-아트원씨어터 3관 (2015년 2월 7일 ~ 2015년 5월 3일)
- 《<나와 할아버지> 준희 역 》-예그린씨어터 (2015년 5월 5일 ~ 2015년 8월 2일)
- 《<유도소년 - 오산> 경찬 역 》-오산문화예술회관 대공연장 (2015년 10월 2일 ~ 2015년 10월 3일)
- 《<유도소년 - 대구> 경찬 역 》-대구봉산문화회 대공연장(가온홀) (2015년 10월 9일 ~ 2015년 10월 10일)
- 《<유도소년 - 의정부> 경찬 역 》-의정부예술의전당 소극장 (2015년 10월 23일 ~ 2015년 10월 24일)
- 《<사이레니아> 아이작 다이어 역 》-대학로 티오엠 연습실A (2016년 6월 14일 ~ 2016년 8월 15일)
- 《<신인류의 백분토론> 신석기 역 》-아트원씨어터 3관 (2017년 5월 19일 ~ 2017년 7월 9일)
- 《<모범생들 - 10주년 기념 공연> 서민영 역 》-대학로 드림아트센터 4관 (2017년 6월 4일 ~ 2017년 8월 27일)
- 《<신인류의 백분토론 - 고양> 신석기 역 》-고양아람누리 새라새극장 (2017년 7월 15일 ~ 2017년 7월 22일)
- 《<스테디레인> 대니 역 》-아트원씨어터 3관 (2017년 10월 27일 ~ 2017년 12월 3일)
- 《<신인류의 백분토론> 신석기 역 》-홍익대 대학로 아트센터 소극장 (2018년 7월 20일 ~ 2018년 8월 19일)
- 《<나미야 잡화점의 기적> 아츠야 역 》-DCF대명문화공장 1관 비발디파크홀 (2018년 8월 21일 ~ 2018년 10월 21일)
- 《소》김흥우, 지뢰 역 -국립아시아문화전당 극장 1 (2018년 11월 30일 ~ 2018년 12월 1일)
- 《<2018 연극 만원 시리즈 - 신인류의 백분토론 - 성남> 신석기 역 》-성남아트센터 앙상블시어터 (2018년 12월 7일 ~ 2018년 12월 9일)

### 뮤지컬
- 《<Assassins - 암살자들> 앙상블 》-예술의 전당 CJ 토월극장 (2005년 7월 9일 ~ 2005년 7월 30일)
- 《<인당수 사랑가> 사또, 낙방도령, 오월이 역 》-동양예술극장 3관 (구 아트센터K 동그라미극장) (2007년 10월 31일 ~ 2007년 12월 31일)
- 《<아보카토> - CJ크리에이티브마인즈 리딩》 카페주인 외 역 -CJ 아지트 대학로 (2011년 9월 19일 ~ 2011년 9월 20일)
- 《<아가사> 폴/뉴먼 역 》-이해랑 예술극장 (2013년 10월 31일 ~ 2014년 2월 23일)
- 《<아가사> 폴/뉴먼 역 》-DCF대명문화공장 2관 라이프웨이홀 (2014년 3월 1일 ~ 2004년 4월 27일)
- 《<로기수> 로기진 역 》-DCF대명문화공장 1관 비발디파크홀 (2015년 3월 12일 ~ 2015년 5월 31일)
- 《<공동경비구역 JSA> 오경필 역 》-DCF대명문화공장 1관 비발디파크홀 (2015년 9월1 8일 ~ 2015년 12월 6일)
- 《<스토리 오브 마이 라이프> 앨빈 켈비 역 》-백암아트홀 (2015년 12월 1일 ~ 2016년 2월 28일)
- 《<로기수> 로기진 역 》-DCF대명문화공장 1관 비발디파크홀 (2016년 2월 16일 ~ 2016년 4월 3일)
- 《<피아노포르테> - 아르코·한예종 뮤지컬아카데미 2기 쇼케이스》 송명학 역 -한국예술종합학교 석관동캠퍼스 예술극장 소극장 (2016년 11월 3일)
- 《<스토리 오브 마이 라이프> 앨빈 켈비 역 》-백암아트홀 (2016년 12월 6일 ~ 2017년 2월 5일)
- 《<로기수 - 원주> 로기진 역 》-원주 백운아트홀 (2016년 12월 24일 ~ 2016년 12월 25일)
- 《<오늘 처음 만드는 뮤지컬> 홍우진 역 》-아트원씨어터 3관 (2017년 4월 14일 ~ 2017년 5월 14일)
- 《<시라노> 르브레 역 》-LG아트센터 (2017년 7월 7일 ~ 2017년 10월 8일)
- 《<여신님이 보고계셔> 이창섭 역 》-유니플렉스 1관(대극장) (2017년 9월 26일 ~ 2018년 1월 21일)
- 《<레드북> 로렐라이 역 》-세종문화회관 M씨어터 (2018년 2월 6일 ~ 2018년 3월 30일)
- 《<여신님이 보고계셔 - 제주> 이창섭 역 》-제주아트센터 (2018년 4월 21일 ~ 2018년 4월 22일)
- 《<여신님이 보고계셔 - 구리> 이창섭 역 》-구리아트홀 코스모스대극장 (2018년 6월 1일 ~ 2018년 6월 2일)
- 《<여신님이 보고계셔 - 대구> 이창섭 역 》-대구 수성아트피아 (2018년 6월 8일 ~ 2018년 6월 10일)
- 《<오늘 처음 만드는 뮤지컬> 홍우진 역 》-대학로 티오엠 2관 (2018년 7월 6일 ~ 2018년 8월 19일)
- 《<여신님이 보고계셔> 이창섭 역 》-유니플렉스 1관(대극장) (2019년 11월 16일 ~ 2020년 3월 1일)

### 드라마
- 2007년 《얼렁뚱땅 흥신소》
- 2009년 《전설의 고향 - 조용한 마을》
- 2015년 《육룡이 나르샤》 - 동수 역
- 2017년 《내일 그대와》
- 2019년 《녹두꽃》 - 손화중 역
- 2019년 《사랑의 불시착》 - 천사장 역
- 2020년 《반의 반》 - 민준 역
- 2021년 《조선구마사》- 홍석중 역
- 2022년 《악의 마음을 읽는 자들》- 오인탁 역
- 2022년 《왜 오수재인가?》 - 박연우 역
- 2022년 《굿잡》 - 김남규 / 김재하 역
- 2023년 《판도라: 조작된 낙원》 - 장교진 역
- 2023년 《소방서 옆 경찰서 그리고 국과수》 - 박용수 역
- 2024년 《종말의 바보》 - 장범 역
- 2024년 《열혈사제 2》 - 기덕기 역
- 2024년 《트렁크》 - 오현철 역
- 2025년 《중증외상센터》 - 안중헌 역

### 영화
- 2002년 《그 남자가 나를 안았다》
- 2013년 《더 파이브》 - 경수골목남 역
- 2018년 《출국》- 김참사 보디가드2 : 장도진 역

### 그 외
- 2013년 P&G 페브리즈 에어 광고 - 짜장면 편
- 2016년 《자라섬 뮤지컬 페스티벌》
- 2016년 《트루맨 쇼 22회 - 홍우진 많이 컸다》
- 2018년 《트루맨 쇼 36회 - 서울시스터즈》 - 게스트
- 2019년 《POP UP CONCERT in TOM》 - 호스트

### 인터뷰
- 팝부산 인터뷰 (2010.11.12) 연극무대에 뛰어든 두 청춘을 만나다/ 이번 生은 감당하기 힘들어 - 배우 홍우진, 한선영
- 뉴스컬처 인터뷰보관됨 2019-01-27 - 웨이백 머신 (2012.2.17) - 반전이 있는 배우 '홍우진'
- 오마이스타 인터뷰 (2014.5.19) - 연극 '유도소년' 경찬 역 홍우진 "오글거린다고? 이게 진짜 1990년대"
- 뉴스컬처 인터뷰보관됨 2019-01-27 - 웨이백 머신 (2014.6.23) 홍우진-박민정, “이기는데 목숨 거는 당신, 즐겁게 살고 있나요?"
- ize 인터뷰보관됨 2019-01-27 - 웨이백 머신 (2014.7.8) 민준호·홍우진 “극단 간다는 세상에서 가장 재밌는 여가생활”
- 국민일보 인터뷰(2015.2.16) - 쉼 없이 업어치고 메치고 구르고… 하지만 “한판승서 인생 배워요"
- 맥스무비 인터뷰 (2015.4.15) 연극 <유도소년> & 뮤지컬 <로기수> 홍우진 | 무대 위의 남자
- 매일경제 인터뷰 (2015.5.4) [M+인터뷰] 배우보다 사람냄새가 나는, 배우 홍우진
- 마이데일리 인터뷰 (2015.6.26) '나와 할아버지' 홍우진, 쉼없이 달려온 배우가 자신을 돌아보는 법
- 뉴스컬처 인터뷰보관됨 2019-01-27 - 웨이백 머신 (2015.12.3) - [뮤지컬 스토리 오브 마이 라이프 인터뷰②] 홍우진- 조강현 “내 이야기 같지 않나요?"
- 더뮤지컬 인터뷰(2016.1.7) - [PEOPLE] <스토리 오브 마이 라이프> 홍우진
- 위드인뉴스 인터뷰 (2016.7.13) - [릴레이 인터뷰 ④] 배우 홍우진, "정해둔 결말은 없었다" 연극 <사이레니아>
- 오마이스타 인터뷰(2017.1.15) - "배우 그만둘 생각까지..."했던 사람, 그를 다시 붙잡은 건?
- 오마이스타 인터뷰 (2017.12.20) - 뮤지컬 <여신님이 보고 계셔>에서 북한군 이창섭 소화하는 홍우진
- 뉴스컬처 인터뷰보관됨 2019-01-27 - 웨이백 머신(2018.3.12) - [인터뷰] 뮤지컬 '레드북①' 홍우진 배우, "여장남자 캐릭터, 어떻게 나만의 색깔로 녹여낼지 고민”
- 예스24 문화웹진 윤하정의 공연세상 인터뷰(2018.9.19) - 연극 <나미야 잡화점의 기적> 의 털털한 배우 홍우진